# Pigpile
Pigpile è un album dal vivo del gruppo post-hardcore statunitense Big Black, pubblicato nel 1992 ma registrato nel 1987.

## Tracce
1. Fists of Love – 4:14
2. L Dopa – 1:49
3. Passing Complexion – 3:06
4. Dead Billy – 5:12
5. Cables – 3:18
6. Bad Penny – 3:03
7. Pavement Saw – 2:56
8. Kerosene – 6:38
9. Steelworker – 4:52
10. Pigeon Kill – 2:24
11. Fish Fry – 1:55
12. Jordan, Minnesota – 7:05